# Ruta 120 (Costa Rica)
La Ruta 120, oficialmente Ruta Nacional Secundaria 120, es una ruta nacional de Costa Rica ubicada en las provincias de Alajuela y Heredia.

## Descripción
En la provincia de Alajuela, la ruta atraviesa el cantón de Alajuela (el distrito de Sabanilla), el cantón de Grecia (el distrito de San Isidro), el cantón de Poás (los distritos de San Juan, Sabana Redonda).
En la provincia de Heredia, la ruta atraviesa el cantón de Heredia (el distrito de Varablanca).